# Harmen Jansen Knickerbocker
Harmen Jansen Knickerbocker (* etwa 1650 in Olst-Wijhe Overijssel, Niederlande; † etwa 1720 in Nieuw Amsterdam; auch Harmen Jansen van Wijhe) war ein niederländischer Kolonist in der Nähe von Albany, USA.

## Leben
Vor 1683 siedelte er in Nähe des heutigen Albany; 1704 kaufte er über Harnie Gansevoort ein Viertel der landwirtschaftlichen Flächen im Dutchess County, 1688 ließ er sich dieses Eigentum vom ersten Bürgermeister von Albany, Pieter Schuyler, auf den Namen Nickerbocker verbriefen.
Nach dem Tod von Harmen Jansen Knickerbocker teilte Schuyler sieben der 13 Parzellen im oberen Viertel dieses Grundbriefes an sieben Kinder von Knickerbocker.
Das älteste Kind war Johannes Harmensen, dieser erhielt vom Common Council of the City of Albany (Gemeinderat) einen Grundbrief
über 50 Morgen (20.000 m²) Wiese und einige Hektar unvernässtes Land nördlich von Albany, am Südufer des Schaghticoke Wildbaches.
Dieses Grundstück am Schaghticoke Creek war im Eigentum vom Sohn von Johannes Harmensen, Johannes Harmensen (1723–1802) einem Oberst in der Armee der US-Unabhängigkeitsbewegung, sowie von dessen Sohn, Herman Knickerbocker (1779–1855), einem Juristen, Mitglied der Federalist Party von 1809 bis 1811 Parlamentsabgeordneter und 1816 Stadtrat in der New York Assembly.
Dieser Herman Knickerbocker inspirierte Washington Irving zur Figur Diedrich Knickerbocker in seiner History of New York, 1809.
Mit diesem Werk wurde Knickerbocker Synonym für die ersten holländischen Siedler in New York und deren Nachkommen.
Ein Sohn von Herman Knickerbocker (1779–1855), David Buel Knickerbacker (1833–1894), studierte 1853 am Trinity College in Connecticut, war Rektor in Minneapolis und wurde 1883 episkopaler Bischof von Indiana.